# Centrale solaire photovoltaïque de Tertre
La centrale solaire photovoltaïque de Tertre est une centrale solaire photovoltaïque sise à Tertre, dans la commune de Saint-Ghislain, en Belgique. Installée sur neuf hectares et constituée de 18 720 panneaux solaires, elle est à sa mise en service en décembre 2019 la plus grande centrale solaire de Wallonie, avant d'être détrônée quelques mois plus tard par le parking photovoltaïque de Pairi Daiza. Elle est née de l'association entre la société Gallée, implantée à Tertre, l'invest Mons-Borinage-Centre et Perpetum Energy, qui agit en tant qu'opérateur technique du projet.
La puissance est de 6 400 kilowatts crête et elle peut produire annuellement 6 500 000 kilowattheures, soit la consommation de 1 820 ménages. Ce projet permet d'éviter chaque année l'émission de 2 300 tonnes d'équivalent CO2.